# Saari, Kauhajoki
Saari är en ö i Finland. Den ligger i sjön Säkkijärvi och i kommunen Kauhajoki i den ekonomiska regionen  Sydösterbotten och landskapet Södra Österbotten, i den sydvästra delen av landet, 270 km nordväst om huvudstaden Helsingfors. Öns area är 3,9 hektar och dess största längd är 270 meter i öst-västlig riktning.